# Evgenij Lipeev
Evgenij Nikolaevič Lipeev (in russo Евгений Николаевич Липеев?; Krasnodar, 28 febbraio 1958) è un ex pentatleta sovietico.

## Palmarès
In carriera ha conseguito i seguenti risultati:
Per l' Unione Sovietica
- Giochi olimpici:

Mosca 1980: oro nel pentathlon moderno a squadre.
- Mondiali:

Roma 1982: oro nel pentathlon moderno a squadre.